# 23199 Bezdek
23199 Bezdek este un asteroid din centura principală de asteroizi.

## Descriere
23199 Bezdek este un asteroid din centura principală de asteroizi. A fost descoperit pe 3 septembrie 2000 la Socorro, New Mexico, în cadrul proiectului LINEAR. Asteroidul prezintă o orbită caracterizată de o semiaxă mare de 3,04 ua, o excentricitate de 0,04 și o înclinație de 5,5° în raport cu ecliptica.